# Округ Сафок (Масачусетс)
Округ Сафок (енгл. Suffolk County) је округ у америчкој савезној држави Масачусетс.

## Демографија
По попису из 2010. године број становника је 722.023, што је 32.216 (4,7%) становника више него 2000. године.
| Група             | 2000.           | 2010.           |
| Белци             | 359.535 (52,1%) | 346.979 (48,1%) |
| Афроамериканци    | 153.418 (22,2%) | 156.292 (21,6%) |
| Азијати           | 48.287 (7,0%)   | 59.429 (8,2%)   |
| Хиспаноамериканци | 107.031 (15,5%) | 143.455 (19,9%) |
| Укупно            | 689.807         | 722.023         |